# Micrómetro filar

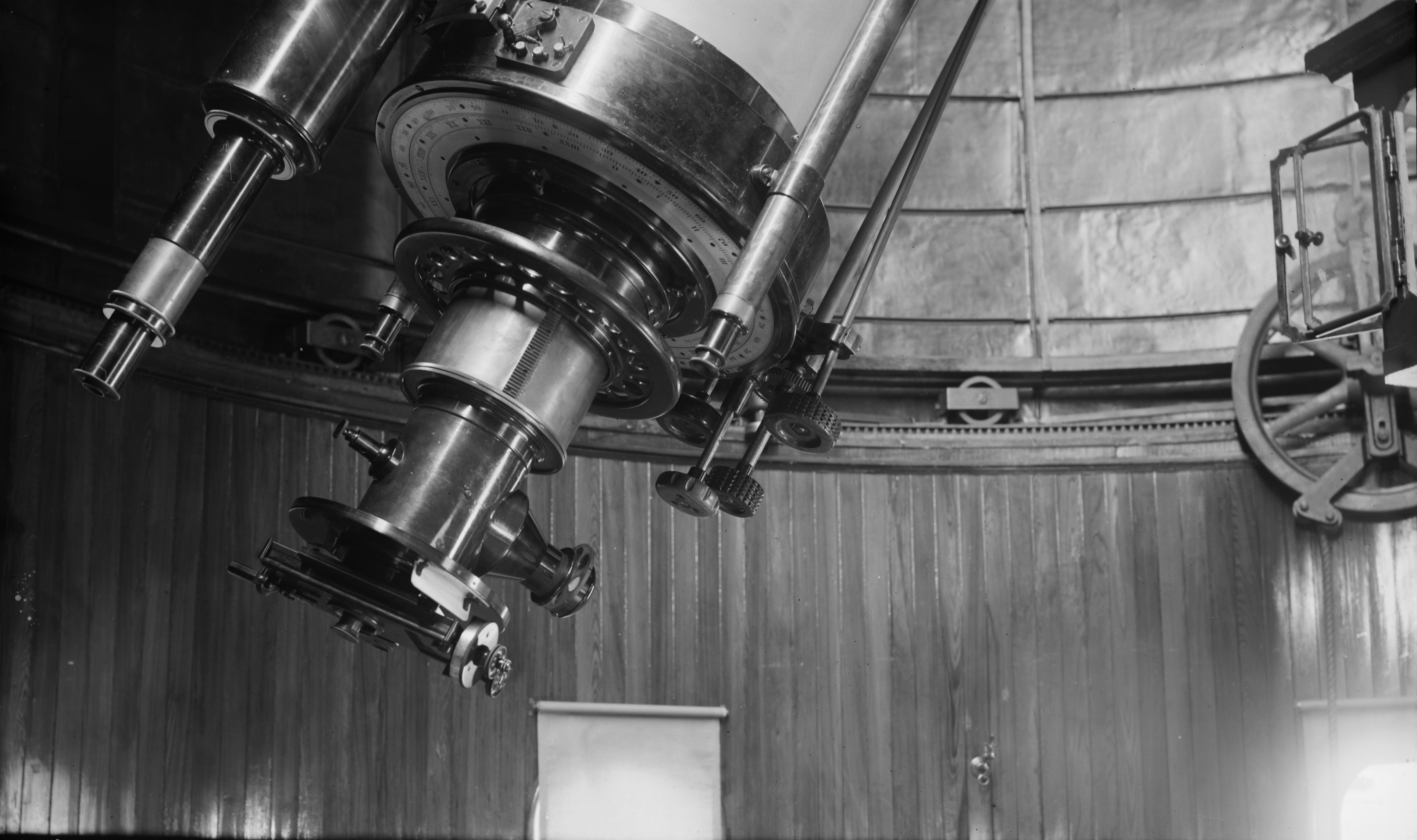
Un micrómetro filar acoplado sobre el ocular de un telescopio

Un micrómetro filar es un ocular especializado, utilizado en los telescopios astronómicos para realizar medidas astrométricas, en los microscopios para tomar medidas de las muestras, y en los instrumentos ópticos topográficos para medir ángulos y distancias con respecto a referencias cercanas. La palabra filar deriva del latín filum, con el significado de 'hilo', en referencia a los delgados hilos o marcas lineales utilizados en el dispositivo.

## Construcción y uso

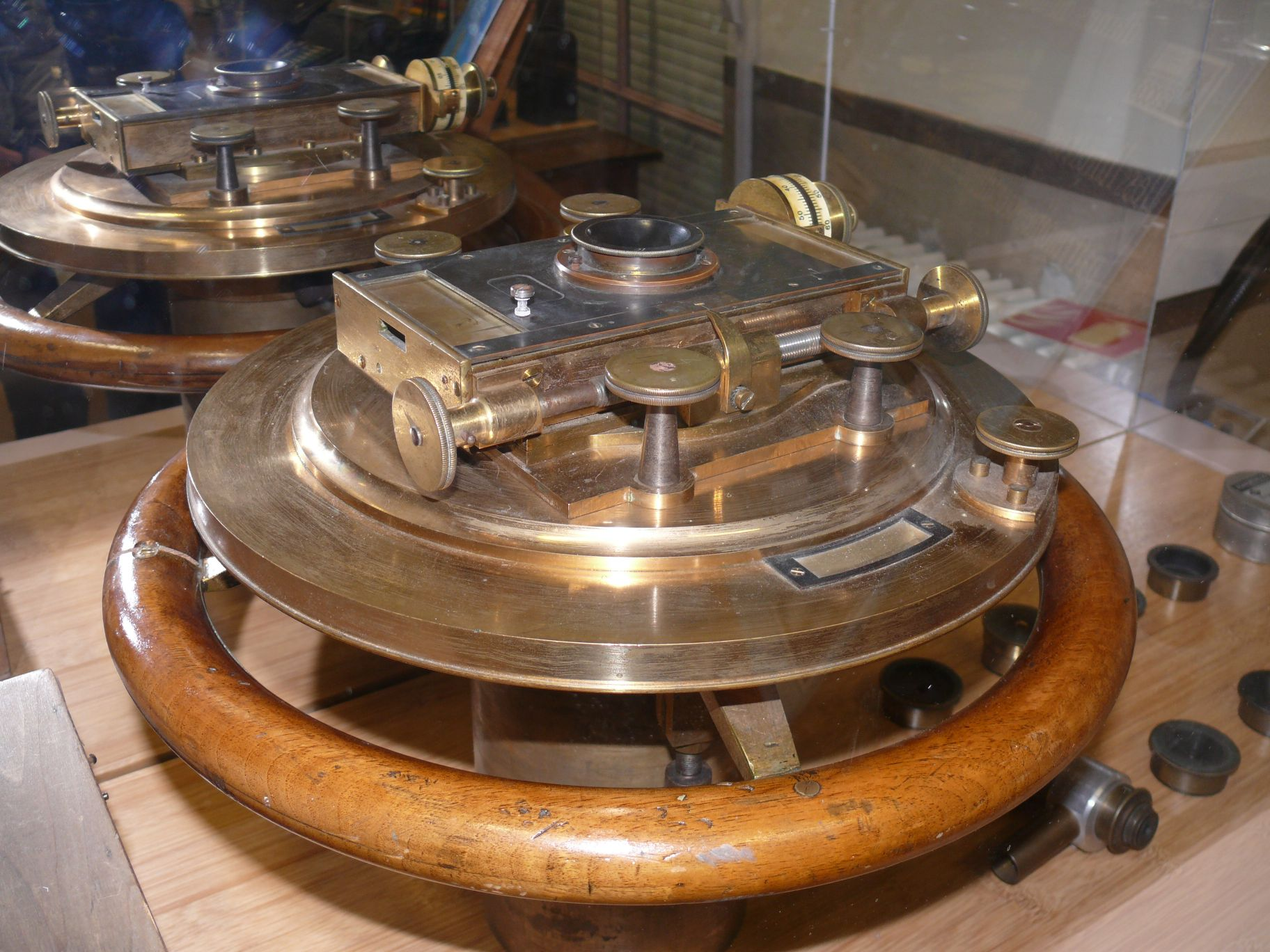
Micrómetro filar

Un micrómetro filar típico consta de un micrómetro y de un retículo que dispone de dos finos alambres o hilos paralelos que pueden ser acercados o separados entre sí por el observador, que utiliza para ello el mecanismo de tornillo del micrómetro. Los hilos están colocados en el plano focal de imagen del ocular, por lo que quedan nítidamente superpuestos sobre el objeto bajo observación. El movimiento del micrómetro desplaza los cables a través del plano focal.  Otros diseños emplean un retículo fijo, contra el que se desplaza un solo hilo o un segundo retículo. Rotando el ocular sobre el tubo del instrumento, el eje de medida puede ser ajustado para orientarse de acuerdo con la posición de los dos puntos a observar.
Antiguamente era común utilizar la seda de araña como hilo.
Situando un hilo sobre la visual de uno de los puntos de interés, y moviendo el otro hasta a un segundo punto, la distancia entre los dos hilos puede ser medida con el instrumento micrométrico asociado. Dando esta medida de distancia precisa en el plano de imagen, un cálculo trigonométrico con la longitud focal del objetivo proporciona la distancia angular entre los dos puntos vistos en un telescopio. En un microscopio, un cálculo similar permite determinar la distancia espacial entre dos puntos de una muestra.
En un telescopio de alineación, la medida micrométrica precisa de la imagen del ocular indica directamente la distancia real de un punto cercano observado respecto a la línea de visión. Esta medida absoluta es independiente de la distancia al objeto, debido al principio de telecentricidad.
Un uso habitual de los micrómetros filares en los telescopios astronómicos es la medición de la distancia entre estrellas dobles.
Los micrómetros filares son poco utilizados en la astronomía moderna, habiendo sido reemplazados por técnicas fotográficas digitales, donde los píxeles digitales proporcionan una referencia precisa para obtener distancias en la imagen.  Aun así, los oculares filares son todavía utilizados en la enseñanza de la astronomía y por algunos astrónomos aficionados.

## Dispositivos previos
El precursor del micrómetro filar fue el ocular micrométrico, inventado por William Gascoigne.
Las primeras medidas de distancias angulares se realizaban insertando en el ocular una delgada lámina de metal, cortada con la forma de un triángulo isósceles con una base muy estrecha. El triángulo se insertaba más o menos en el ocular hasta que los dos lados adyacentes de la hoja de metal ocultaban simultáneamente los dos objetos de interés. Midiendo cuidadosamente la posición en la que los objetos quedaban ocultos, y conociendo la longitud focal del ocular, se podía conocer la distancia angular entre los dos puntos. Christiaan Huygens utilizó este dispositivo.